# 어린이를 생각하라

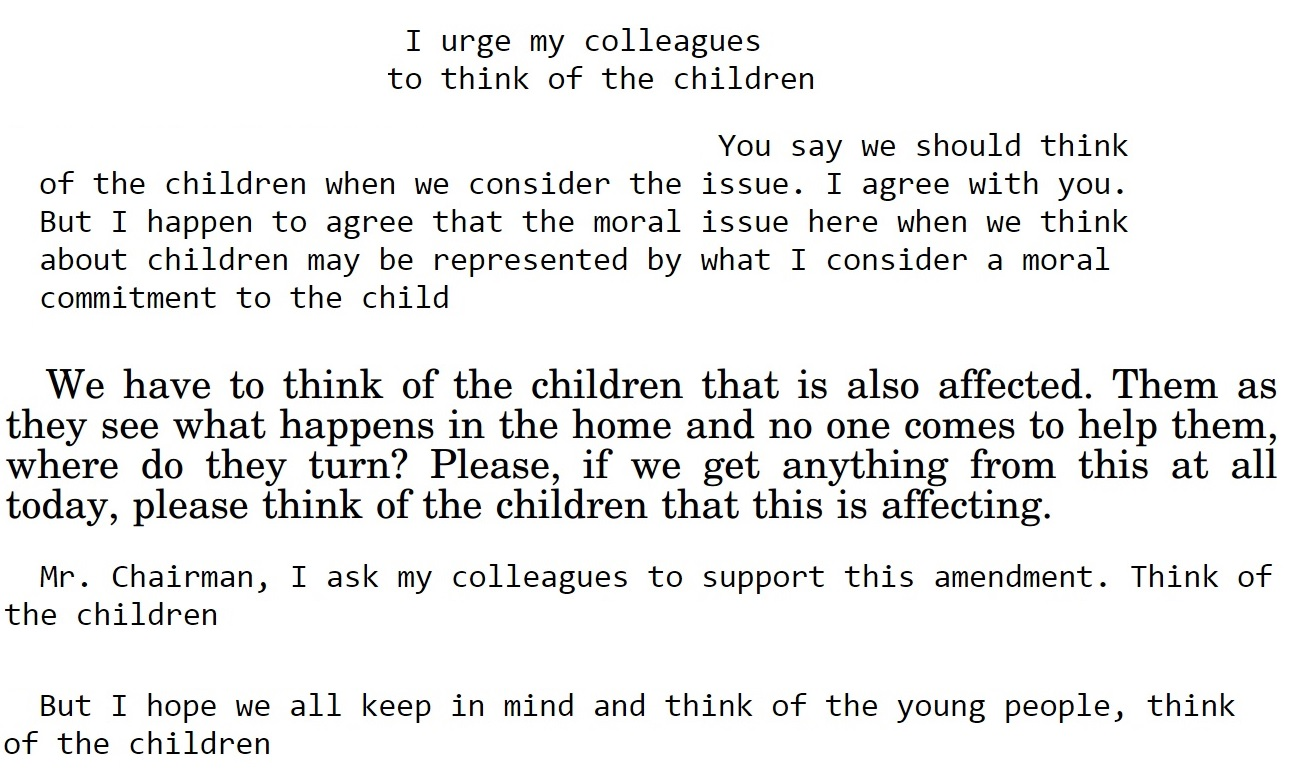
미국 의회 앞에서 "어린이를 생각하라"는 문구가 다섯 번 사용된 모습

어린이를 생각하라(Think of the children) 또는 그럼 아이들은 어쩌고?(What about the children?)는 클리셰가 수사적 전술로 발전한 표현이다. 말 그대로는 아동 권리를 의미한다(아동 노동에 대한 논의에서처럼). 논쟁에서는 감정에 호소하는 자비심에 대한 탄원으로 사용되어 논리적 오류가 될 수도 있다.

## 역사
《예술, 논쟁, 변호》(Art, Argument, and Advocacy, 2002)는 이 탄원이 논쟁에서 이성 대신 정서를 대체한다고 주장했다. 윤리학자 잭 마셜(Jack Marshall)은 2005년에 이 문구의 인기는 합리성, 특히 교훈에 대한 담론을 방해할 수 있는 능력에서 비롯된다고 썼다. "어린이를 생각하라"는 검열 지지자들이 아이들을 인지된 위험으로부터 보호하기 위해 언급되었다. 《공동체, 공간 및 온라인 검열》(Community, Space and Online Censorship, 2009)은 보호가 필요한 순수함으로서 소아적 방식으로 아이들을 분류하는 것은 순결 개념에 대한 집착의 한 형태라고 주장했다. 《문화 연구 저널》(Journal for Cultural Research)의 2011년 기사는 이 문구가 모럴 패닉에서 비롯되었다고 언급했다.
이것은 1964년 디즈니 영화 메리 포핀스에서 뱅크스 부인(Mrs. Banks) 캐릭터가 떠나는 유모에게 그만두지 말고 "어린이들을 생각하라!"고 간청할 때 사용된 권고였다. 이 문구는 1996년 애니메이션 텔레비전 프로그램 심슨 가족에서 풍자적 언급으로 대중화되었다. 헬렌 러브조이(Helen Lovejoy) 캐릭터가 가상의 마을 스프링필드 주민들의 격렬한 논쟁 중에 여러 번 "누가 아이들을 생각해주지 않을 건가요?"와 같은 변형된 문구를 애원하면서였다.
2012년 《조지아 주립 대학교 법학 리뷰》(Georgia State University Law Review)에서 찰스 J. 텐 브링크(Charles J. Ten Brink)는 러브조이의 "어린이를 생각하라" 사용을 성공적인 패러디라고 불렀다. 사회에서 이 탄원이 이후에 사용된 것은 종종 조롱의 대상이 되었다. 심슨 가족에서 대중화된 후, 어린이 복지에 대한 탄원은 "러브조이의 법칙"(Lovejoy's Law), "러브조이 논증"(Lovejoy argument), "러브조이 부인 오류"(Mrs. Lovejoy fallacy), "헬렌 러브조이 방어"(Helen Lovejoy defence), "헬렌 러브조이 증후군"(Helen Lovejoy syndrome), "러브조이 함정"(Lovejoy Trap), 그리고 "어린이 생각주의"(think-of-the-children-ism)라고 불렸다.
2018년 작가 나심 니컬러스 탈레브(Nassim Nicholas Taleb)는 논증을 "합리화를 뒷받침하기 위해 아이들을 포함시키는 것... 종종 사진의 도움으로 이루어진다"는 의미로 '페도프라스트리'(pedophrasty)라는 용어를 만들었다.

## 아동 옹호
어린이들을 생각해보라... 위험하고 비하적인 일의 가혹한 부담에서 해방된다.
"어린이를 생각하라"는 아동의 권리를 옹호하기 위해 말 그대로 사용되었다. 20세기 초반의 초기 사용은 1914년 전미 아동 노동 위원회(National Child Labor Committee)가 미국의 아동 노동 기준을 비판하는 글에서 찾아볼 수 있다. 빌 클린턴 미국 대통령은 1999년 국제 노동 기구 연설에서 이 문구를 사용하며 청중에게 아동 노동의 상당한 감소를 상상해 보라고 요청했다: "어린이들을 생각해보라... 위험하고 비하적인 일의 가혹한 부담에서 해방되어, 학습하고 놀고 생활하는 귀중한 어린 시절의 시간을 되찾는다."
이 문구의 문자적 사용은 21세기에도 이어져, 북아일랜드 아동 법률 센터의 사라 보이스(Sara Boyce)가 지역 아동의 법적 권리를 옹호하기 위해 이 문구를 사용했다. 2008년 저서 《세계화 시대의 아동 노동》(Child Labour in a Globalized World)은 부채 속박이 아동 노동에서 하는 역할에 주의를 환기시키기 위해 이 문구를 사용했다. 서퍽 대학교 법학대학원의 사라 딜런(Sara Dillon)은 2009년 저서 《국제 아동 권리》(International Children's Rights)에서 "그럼 아이들은 어쩌고"라는 문구를 사용하여 아동 노동 프로그램 조건에 집중했다. 벤저민 파월(Benjamin Powell)은 그의 저서 《빈곤 탈출: 세계 경제의 노동 착취 공장》(Out of Poverty: Sweatshops in the Global Economy)에서 이 문구를 다르게 사용하며, 아동 노동이 없는 경우 일부 청소년이 굶주림에 직면할 수 있다고 썼다. 2010년 인권에 관한 저서 《아동 권리와 인간 발달》(Children's Rights and Human Development)에서 아동 정신과의 브루스 D. 페리(Bruce D. Perry)는 청소년 상담 시 발달 단계에 민감한 과정을 통합하도록 임상의들에게 촉구하기 위해 "어린이를 생각하라"는 문구를 사용했다.

## 논쟁 전술

### 논리적 오류
존 미니(John Meany)와 케이트 슈스터(Kate Shuster)는 2002년 저서 《예술, 논쟁, 변호: 의회식 토론 마스터하기》(Art, Argument, and Advocacy: Mastering Parliamentary Debate)에서 토론에서 "어린이를 생각하라"는 문구의 사용을 논리적 오류이자 감정에 호소하는 논증의 한 유형이라고 불렀다. 저자들에 따르면, 토론자는 청중의 감정을 움직이고 논리적 토론을 피하기 위해 이 문구를 사용할 수 있다. 그들은 예를 제공한다: "저는 이 국가 미사일 방어 계획에 반대하는 사람들이 있다는 것을 알지만, 누군가 제발 아이들을 생각하지 않을 건가요?" 그들의 평가는 마기 보르쉬케(Margie Borschke)에 의해 《미디어 인터내셔널 오스트레일리아: 문화와 정책》(Media International Australia incorporating Culture and Policy) 저널 기사에서 반복되었는데, 보르쉬케는 이 사용을 수사적 전술이라고 불렀다.
윤리학자 잭 마셜(Jack Marshall)은 "어린이를 생각하라!"를 답할 수 없는 논증을 언급하여 논의를 끝내려는 시도로 사용되는 전술이라고 설명했다. 마셜에 따르면, 이 전략은 합리적인 토론을 방해하는 데 성공한다. 그는 이 사용을 토론을 모호하게 하고 공감을 원래 논증의 초점이 아니었을 수 있는 대상으로 잘못 유도하는 비윤리적 방식이라고 불렀다. 마셜은 이 문구의 사용이 긍정적인 의도를 가질 수 있지만, 논쟁의 양측에서 반복적으로 사용될 때 비합리성을 불러일으킨다고 썼다. 그는 이 문구가 규정 준수를 윤리적 딜레마로 변환시킬 수 있으며, 사회에게 "어린이를 생각하라!"를 최종 논증으로 사용하지 않도록 경고한다고 결론지었다.
2015년 자신의 신디케이트 기사 "어린이를 생각하라"(Think Of The Children)에서 마이클 리건(Michael Reagan)은 정치인들의 이 문구 사용을 비판했다. 리건에 따르면, 정치인들은 선호하는 정부 프로그램을 주장할 때 아이들을 도구로 사용하는 것을 중단해야 한다. 그는 이 전술을 비논리적인 논증, 즉 이성에 기반한 논증으로 약하다고 느낀 사람들의 절박한 행동이라고 불렀다. 민주당 (미국)과 공화당 (미국) 모두가 미국에서 이 전술을 사용하고 있다고 언급하며, 리건은 이 전술을 "명백한 정치적 개소리"(obvious political BS)라고 불렀다.

### 모럴 패닉
《문화 연구 저널》(Journal for Cultural Research)은 2010년에 데브라 페러데이(Debra Ferreday)의 기사를 게재했으며, 이 기사는 2011년 저서 《희망과 페미니스트 이론》(Hope and Feminist Theory)에 재출판되었다. 페러데이에 따르면, 미디어의 "누가 아이들을 생각해주지 않을 건가요!" 사용은 모럴 패닉 분위기에서 흔해졌다. 그녀는 이 문구가 너무 흔해져서 또 다른 고드윈의 법칙이 될 수도 있다고 제안했다.
2011년 《포스트 스크립트》(Post Script) 저널 기사에서 앤드류 스카힐(Andrew Scahill)은 수사학에서 아이들의 힘이 반대 입장에 대해 불가능한 입장을 만들어내는 것에 대해 썼다. 스카힐에 따르면, "아이들을 위해" 주장하는 개인은 상대방이 "아이들을 위하지 않는" 입장을 취하기 매우 어렵게 만든다. 카산드라 윌킨슨(Cassandra Wilkinson)은 2011년 《IPA 리뷰》 기사에서 "어린이를 생각하라" 수사학의 영향을 논의했다. 윌킨슨은 《두려움 없음: 위험 회피 사회에서 성장하기》(No Fear: Growing Up in a Risk-Averse Society) 저자 팀 길(Tim Gill)의 연구를 인용하며, 잠재적 위험으로부터 아이들을 방어하는 과민함이 청소년이 자신의 선택권을 갖고 위험한 상황에 반응하는 능력을 방해하는 역효과를 낸다고 지적했다. 《뉴 스테이츠먼》에서 로리 페니(Laurie Penny)는 이 전술을 정치적 신념 체계로 특징짓고 "어린이 생각주의"(think-of-the-children-ism)라고 불렀다.
엘리자베스 브루니그(Elizabeth Bruenig)는 2014년 《퍼스트 싱스》(First Things) 기사에서 이 문구를 사용한 도덕화는 섹슈얼리티에 대한 논의에서 흔히 볼 수 있다고 썼으며, 이는 도덕성을 점점 더 여성성적인 영역으로 인식하는 사회의 경향 때문이라고 설명했다. 브루니그는 또한 NBC가 낙태에 대한 영화 예고편 방송을 거부한 것을 "어린이 생각주의"로 분류한 것을 인용했다. 이 논증은 기분전환용약물 사용 및 약물 정책에 대한 논의에서도 일상적으로 사용된다.

### 검열
스콧 비티(Scott Beattie)는 2009년 저서 《공동체, 공간 및 온라인 검열》(Community, Space and Online Censorship)에서 "아무도 아이들을 생각하지 않을 건가요?"라는 질문이 부적절하다고 여겨지는 자료를 청소년이 볼까 우려하여 검열을 옹호하는 개인들에 의해 자주 제기되었다고 썼다. 비티에 따르면, 인터넷 규제를 강화하기 위해 청소년은 온라인 성범죄자의 잠재적 피해자로 캐스팅되었다. 아이들을 소아화하는 것은 순결 개념에 대한 집착의 한 형태인 순수함의 개념을 불러일으켰다.
《메이크》 잡지에 코리 닥터로(Cory Doctorow)는 2011년 기사에서 "누가 아이들을 생각해주지 않을 건가요?!"는 비이성적인 개인들이 "인포칼립스의 네 기사": "해적", 테러리스트, 조직범죄, 아동 포르노 제작자로부터 청소년이 받는 위험에 대한 논증을 지지하기 위해 사용되었다고 썼다. 닥터로에 따르면, 이 문구는 근본적인 문제에 대한 논의를 억압하고 합리적 분석을 중단시키는 데 사용되었다. 그는 사회가 컴퓨팅의 법적 측면에 대한 적절한 접근 방식을 결정할 때 이 문구가 자주 사용되는 것을 관찰했다.
마이크 와트(Mike Watt)는 2013년 저서 《열렬한 영화 제작》(Fervid Filmmaking)에서 영국의 음란물 간행물법 1959에 관련된 검열의 역사를 논의하며, 그 기간 동안 금지된 영화들이 "비디오 나스티"로 알려졌다고 언급했다. 와트는 이러한 검열의 현재 해석을 "어린이를 생각하라" 특징화라고 불렀다. 브라이언 M. 리드(Brian M. Reed)는 그의 저서 《누구의 사업도 아니다》(Nobody's Business, 같은 해 출판)에서 이 문구가 실체가 없으며 코믹한 효과를 위해 "몇 마리의 새끼 고양이가 죽어야 하는가?"로 대체될 수 있다고 썼다.
2015년 《리즌》에 브렌던 오닐(Brendan O'Neill)은 마조리 하인스(Marjorie Heins)의 《아이들 앞에서 안 돼: 음란성, 검열 및 청소년의 순수함》(Not in Front of the Children: Indecency, Censorship, and the Innocence of Youth)이 정부가 검열과 통제를 강화하는 구실로 "미성년자에게 해를 끼치는 것"을 수세기 동안 사용해왔다고 인용했다고 썼다. 오닐에 따르면, 현대 문화에서 "누가 제발 아이들을 생각해주지 않을 건가요?"의 사용이 크게 증가했으며, 이는 감정적 협박으로 도덕적 권위를 행사하는 수단이었다.

## 대중화

### 영화 및 텔레비전
캐스린 레이티(Kathryn Laity)에 따르면, 이 문구의 초기 사용은 1964년 월트 디즈니 픽처스 영화 메리 포핀스에 등장한 것에서 비롯되었을 수 있다. 오프닝 장면에서 뱅크스 부인 캐릭터는 유모에게 "아이들을 생각하라!"고 간청하며 그만두지 말라고 애원한다. 레이티는 이 문구의 대중적인 사용이 보모 국가에 반대하는 사람들에게 강한 감정을 불러일으킨다고 썼으며, 미국의 청교도에서 파생된 보수주의와 광고에서의 섹스를 사용하려는 욕구 사이의 충돌을 지적했다.
심슨 가족에서 이 문구가 노출되기 전, 대부분의 미국인들은 1980년대에 크리스천 칠드런스 펀드(Christian Children's Fund)의 샐리 스트러더스(Sally Struthers)가 출연한 자선 광고를 통해 처음 이 문구에 익숙해졌다. 광고 끝에 스트러더스는 시청자들에게 "누가 제발 아이들을 생각해주지 않을 건가요?"라고 애원했다. 이 문구는 1982년 존 휴스턴 감독의 영화 애니에서도 사용되었는데, 백악관에서 애니가 프랭클린 D. 루스벨트에게 "내일"을 부르며 올리버 워벅스가 반대하는 뉴딜 정책에 대해 마지못한 지지를 얻어내려고 할 때 엘리너 루스벨트가 말했다.
"어린이를 생각하라"는 텔레비전 프로그램 심슨 가족의 러브조이 목사(Reverend Lovejoy)의 아내인 헬렌 러브조이(Helen Lovejoy) 캐릭터에 의해 주로 대중화되었다. 1990년에 처음 등장한 러브조이()는 여러 에피소드에서 반복적으로 "어린이를 생각하라!"고 외쳤다. 그녀는 1996년에 방영된 데이비드 X. 코헨(David X. Cohen)이 쓴 "별거 아닌 아푸(Much Apu About Nothing)" 에피소드에서 처음 이 문구를 사용했는데, 도시 시장에게 곰들이 야생지-도시 경계를 넘지 못하도록 간청했다. 러브조이의 권고는 그 이후 사용할 때마다 점점 더 과장되었다.
심슨 가족의 작가 빌 오클리(Bill Oakley)는 2005년 이 에피소드의 DVD 코멘터리에서 이 문구를 쇼에 사용한 동기는 "어린이를 생각하라"가 논쟁에서 어떻게 사용되는지를 강조하기 위함이었다고 말했다. 이는 논점에서 벗어나 원래의 문제로부터 논의를 방해하는 irrelevant한 것이었다. 러브조이는 "오, 누가 제발 아이들을 생각해주지 않을 건가요" 및 "아이들은 어쩌고" 등 다양한 변형을 사용했으며, 가상 도시 스프링필드 주민들이 논쟁적인 문제를 토론하거나 정치에 대해 논쟁할 때 가장 자주 소리를 질렀다 논리가 실패했을 때였다. 심슨 가족에서 러브조이의 코믹한 이 문구 사용은 대중 담론에서의 사용을 풍자했다.

### 러브조이의 법칙
심슨 가족에서 이 문구가 대중화된 후, 사회에서 그 사용은 종종 조롱의 대상이 되었고, 이른 시점인 2006년부터 인터넷 문화에서 "러브조이의 법칙"(Lovejoy's Law)으로 불리기 시작했으며, 아마도 여러 번 독립적으로 만들어졌을 것이다. 《토론토 스타》에서 저널리스트 에드워드 키넌(Edward Keenan)은 "러브조이의 법칙"을 이 문구가 약한 논리적 입장에서 벗어나기 위한 "가능성 있는 우회"(probable diversion)라는 경고로 정의했으며, 아동에 대한 진정한 공감은 조작보다는 합리적인 논증을 포함한다고 썼다. 아일랜드섬의 《선데이 인디펜던트》 기사에서 캐럴 헌트(Carol Hunt)는 정치 토론에서의 이 문구 사용을 "헬렌 러브조이 방어"(Helen Lovejoy defence)라고 불렀으며, "헬렌 러브조이 증후군"(Helen Lovejoy syndrome)으로도 알려져 있다고 썼다. 헌트에 따르면, 이는 문제의 영향을 받는 실제 아동보다는 가상 아동에 대해 언급될 때 자주 사용된다.
《조지아 주립 대학교 법률 리뷰》 기사에서 미시간 주립 대학교 법과대학 교수 찰스 J. 텐 브링크(Charles J. Ten Brink)는 헬렌 러브조이의 상징적인 문구가 능숙하고 효과적인 패러디라고 썼다. 《캔버라 타임즈》에 따르면, 2009년 오스트레일리아 정부의 통신부에 의한 인터넷 검열을 지지하기 위해 이 문구를 사용한 것은 헬렌 러브조이를 연상시켰다.
필립 A. 콜(Phillip A. Cole)은 저서 《악의 신화》(The Myth of Evil)에서 헬렌 러브조이의 애원은 아이들이 순수하고 오염되지 않은 잠재적 피해자이며 위험으로부터 지속적인 방어가 필요하다고 가정했다고 썼다. 콜은 이 개념을 혼란을 조성하는 것을 순응과 규정 준수보다 선호하는 바트 심슨 캐릭터와 대조했다. 콜에 따르면, 이는 사회가 아이들을 보는 이중적인 인식을 보여준다: 순진한 잠재적 먹잇감과 불신해야 할 악의적인 존재. 콜은 역사 전반에 걸쳐 아이가 인류의 야만적인 과거와 낙관적인 미래를 상징했다고 썼다. 조 존슨(Jo Johnson)은 저서 《어머니 중재하기》(Mediating Moms)에 "누가 아이들을 생각해주지 않을 건가요?"라는 장을 기고하여 애니메이션 미디어(심슨 가족 포함)에서의 이 문구 사용을 분석했다. 존슨에 따르면, 이 문구는 어머니를 신경질적이고 도덕적 가치에 대해 불안해하는 인기 문화 묘사의 핵심 예시였다.

## 같이 보기
- 연령 적합성
- 결과에 호소하는 논증
- 두려움에 호소하는 논증
- 정치적 올바름에 의한 검열
- 더 나쁜 문제에 호소하는 논증
- 최선의 이익
- 피의 비방
- 아동 복지
- 데이지 (광고)
- 네가 자위할 때마다... 신은 새끼 고양이를 죽인다
- 거짓 딜레마
- 가족의식
- 가족 친화
- 무관한 결론
- 아이에게 하는 거짓말
- 오류 목록
- 도덕적 설득
- 세이브 아워 칠드런, 어니타 브라이언트가 유명하게 만든 슬로건
- 사고 정지 클리셰

## 참고 자료
- Beattie, Scott (2009). 《Community, Space and Online Censorship》. Ashgate. 165–167쪽. ISBN 978-0-7546-7308-8.
- Berg, Chris (2011년 9월 1일). “편집자로부터”. 《IPA 리뷰》. ISSN 1329-8100.
- Best, Joel (1993). 《위협받는 아이들: 아동 피해자에 대한 수사학과 우려》. 시카고 대학교 출판부. 3–6쪽. ISBN 978-0-226-04426-2.
- Borschke, Margie (November 2011). 《리믹스 수사학 재고》. 《미디어 인터내셔널 오스트레일리아: 문화와 정책》 141 (퀸즐랜드 대학교, 저널리즘 및 커뮤니케이션 스쿨). 17쪽. doi:10.1177/1329878X1114100104. S2CID 146356976 – 인포트랙 경유.
- Boyce, Sara (2003). 《북아일랜드 인권장: 아동 권리 관점》. 《ChildRIGHT》 (아동 법률 센터). ISSN 0265-1459. OCLC 749128561.
- Bruenig, Elizabeth Stoker (2014년 6월 30일). “진주를 움켜쥐고 아이들을 생각하라”. 《퍼스트 싱스》. 2014년 9월 16일에 원본 문서에서 보존된 문서. 2015년 5월 2일에 확인함.
- Chappell, Les (2014년 7월 13일). “리뷰: 심슨 가족 (클래식): '별거 아닌 아푸' – 누가 제발 아이들을 생각해주지 않을 건가요?!?!”. 《디 A.V. 클럽》. 2014년 7월 15일에 원본 문서에서 보존된 문서. 2015년 5월 2일에 확인함.
- Clinton, Bill (1999년 6월 16일). “빌 클린턴 미국 대통령 연설”. 《국제 노동 기구 총회 제87차 회의》 (국제 노동 기구). 2012년 7월 12일에 원본 문서에서 보존된 문서. 2014년 11월 4일에 확인함.
- Cole, Phillip A. (2006). 〈나쁜 씨앗〉. 《악의 신화: 적을 악마화하기》. 프레거. 122쪽. ISBN 978-0-275-99216-3.
- Cohen, David X. (1996). 《별거 아닌 아푸》. 《심슨 가족》 (텔레비전 에피소드) (20세기 폭스, 1996년 5월 5일에 출판됨).  4:23; 5:51; 6:21에 발생. 제작 코드: 3F20; 에피소드 번호 151; 시즌 7: 에피소드 23. 어린이를 생각하라!
- 코헨, 데이비드; 맷 그레이닝; 빌 오클리 (2005). 《"별거 아닌 아푸" 에피소드 심슨 가족 시즌 7 DVD 코멘터리》 (DVD). 20세기 폭스.
- Dillon, Sara (2009). 《국제 아동 권리》. 캐롤라이나 아카데믹 프레스. 117쪽. ISBN 978-1-59460-115-6.
- Doctorow, Cory (2011년 7월 1일). 《3D 프린팅 아포칼립스의 네 기사》. 《메이크 잡지》 27 (세바스토폴, 캘리포니아: 메이커 미디어). 31쪽. ISSN 1556-2336. 2013년 10월 31일에 원본 문서에서 보존된 문서. 2014년 11월 3일에 확인함.
- Ferreday, Debra (2010). 《독서 장애: 온라인 자살과 희망의 죽음》. 《문화 연구 저널》 14. 409–426쪽. doi:10.1080/14797581003765366. S2CID 144648542.
- Ferreday, Debra (2011). 〈독서 장애: 온라인 자살과 희망의 죽음〉.   Coleman, Rebecca; Ferreday, Debra. 《희망과 페미니스트 이론》. 라우틀리지. 99쪽. ISBN 978-0-415-61852-6.
- Groening, Matt (1997).  Richmond, Ray; Coffman, Antonia, 편집. 《심슨 가족: 우리가 가장 좋아하는 가족을 위한 완벽 가이드》 1판. New York: 하퍼페레니얼. 25쪽. ISBN 0-06-095252-0. LCCN 98141857. OCLC 37796735. OL 433519M.
- Hunt, Carol (2014년 1월 5일). “현상 유지를 보호하기 위해 우리 아이들을 방패로 사용하지 마세요. 동성애 입양에 대한 헬렌 러브조이의 주장은 단순히 '돌봄' 가장 아래의 차별일 뿐입니다.”. 《선데이 인디펜던트》 (인디펜던트 신문 아일랜드 리미티드). 27면  – 렉시스 경유.
- Johnson, Jo (2012). 〈'누가 아이들을 생각해주지 않을 건가요?': 90년대 애니메이션 어머니의 전복〉.   Podnieks, Elizabeth. 《어머니 중재하기: 대중문화 속의 어머니》. 맥길-퀸즈 대학교 출판부. 53–68쪽. ISBN 978-0-7735-3979-2.
- Keenan, Edward (2014년 4월 26일). “'누가 제발 아이들을 생각해주지 않을 건가요!'; 심슨 가족은 우리에게 아이들의 타락을 정치적 주장을 강화하는 데 사용하는 사람을 믿지 말라고 가르쳤습니다”. 《토론토 스타》. IN2면  – 렉시스 경유.
- Keenan, Edward (2014년 10월 1일). “아이들을 생각하는 것은 웃을 일이 아니다”. 《토론토 스타》. GT4면  – 렉시스 경유.
- Kitrosser, Heidi (May 2011). 《심포지엄: 행정 조치에 대한 대통령의 영향력: 과학적 무결성: 백악관 행정의 위험과 약속》. 《포덤 로 리뷰》 79 (포덤 대학교 법학대학원). 2395쪽  – 렉시스 경유.
- Laity, Kathryn A. (2013). 〈제9장: '누가 제발 아이들을 생각해주지 않을 건가요?' 테리 길리엄의 타이들랜드 사례〉.   Birkenstein, Jeff; Froula, Anna; Randell, Karen. 《테리 길리엄의 영화: 정신없는 세상》. 디렉터스 컷. 월플라워 프레스. 118–119, 128쪽. ISBN 978-0-231-16534-1.
- Marshall, Jack (2005년 2월 16일). “'어린이를 생각하라!': 윤리적 오류”. 《윤리 스코어보드》 (알렉산드리아 (버지니아주): 프로윤리 주식회사). 2014년 2월 22일에 원본 문서에서 보존된 문서. 2014년 11월 1일에 확인함.
- Martyn, Warren; Wood, Adrian (2000). “될 자크”. 《BBC 홈페이지: 엔터테인먼트; 심슨 가족》 (BBC). 2009년 1월 2일에 원본 문서에서 보존된 문서. 2007년 5월 6일에 확인함.
- McLennan, David (2009년 12월 18일). “회색 영역이 웹 블랙리스트를 오염시킨다”. 《캔버라 타임즈》 (오스트레일리아). A15면  – 렉시스 경유.
- Meany, John; Kate Shuster (2002). 《예술, 논쟁, 변호: 의회식 토론 마스터하기》. New York: 국제 토론 교육 협회. 65쪽. ISBN 978-0-9702130-7-5. OCLC 438996525.
- 전미 아동 노동 위원회 (1914). 《콜 씨 이야기》. 《아동 노동 게시판》 3 (맨해튼). 39, 73쪽. ISSN 0360-0823. OCLC 612770438.
- Nesi, Giuseppe; Nogler, Luca; Pertile, Marco, 편집. (2008). 《세계화 시대의 아동 노동》. 애쉬게이트. 7쪽. ISBN 978-0-7546-7222-7.
- O'Neill, Brendan (2015년 4월 19일). “전환 치료 및 기타 '아이들을 위한' 조치로서 자유 제한 노력”. 《리즌》. ISSN 0048-6906. 2015년 5월 2일에 원본 문서에서 보존된 문서. 2015년 5월 2일에 확인함.
- Patrick, Jeremy (2000년 12월 2일). “LGBT 사람들에게도 아이들이 있다는 것을 잊지 마세요”. 《링컨 저널 스타》 (네브래스카주). B5면  – 렉시스 경유.
- Penny, Laurie (2011년 1월 17일). “이 이혼세는 감정 테러리즘이다”. 《뉴 스테이츠먼》.
- Perry, Bruce D. (2010).  Willems, Jan, 편집. 《아동 권리 및 인간 발달》. 마스트리히트 인권 시리즈. 인터센티아. 498쪽. ISBN 978-94-000-0032-2.
- Powell, Benjamin (2014). 《빈곤 탈출: 세계 경제의 노동 착취 공장》. 경제, 선택, 사회에 대한 케임브리지 연구. 케임브리지 대학교 출판부. 5쪽. ISBN 978-1-107-02990-3.
- Reagan, Michael (2015년 3월 23일). “아이들을 생각하라”. 《양크턴 데일리 프레스 & 다코타안》. 케이블 카툰스; CagleCartoons.com. 2015년 5월 2일에 확인함.
- Reed, Brian M. (2013). 《아무도 신경 쓰지 않는다: 21세기 아방가르드 시학》. 코넬 대학교 출판부. 110쪽. ISBN 978-0-8014-5157-7.
- Sagers, Aaron (2009년 5월 12일). “팝 20: 성적 불편함이 우리 입법부에 도달할 때”. 《모니터》 (매캘런). 맥클래치-트리뷴 뉴스 서비스  – 렉시스 경유.
- Scahill, Andrew (2011). 《체 또는 메스: 2004년 가족 영화 법률, 유아 시민권 및 검열의 수사학》. 《포스트 스크립트: 영화 및 인문학 에세이》 30. 69–81쪽. ISSN 0277-9897 – 인포트랙 경유.
- Shotwell, Mikaela (Winter 2012). 《누가 제발 아이들을 생각해주지 않을 건가요?!》. 《젠더, 인종 & 정의 저널》 15 (아이오와시티: 아이오와 대학교). 141쪽  – 렉시스 경유. 심슨 가족 캐릭터 헬렌 러브조이는 이 문구를 대중화했다.
- 텔레비전위크 직원 (2008년 2월 18일). 《깜빡》. 《텔레비전위크》 (크레인 커뮤니케이션스). 4쪽  – 렉시스 경유.
- Ten Brink, Charles J. (Spring 2012). 《게이 동네: 토지 이용 규제, 성 소수자, 창의 계층의 교차점》. 《조지아 주립 대학교 법학 리뷰》 28 (조지아 주립 대학교). 789쪽  – 렉시스 경유.
- Watt, Mike (2013). 《열렬한 영화 제작》. 맥팔랜드. 233쪽. ISBN 978-0-7864-7066-2.
- Wee, Vivienne (1995).  Stephens, Sharon, 편집. 《아동과 문화 정치》. 프린스턴 대학교 출판부. 188쪽. ISBN 978-0-691-04328-9.
- Wilkinson, Cassandra (2011년 9월 1일). “아이들은 아이들답게 두자”. 《IPA 리뷰》. ISSN 1329-8100.

## 추가 자료
- Heins, Marjorie (2001). 《아이들 앞에서 안 돼: "음란성", 검열, 청소년의 순수함》. 힐 앤 왕. ISBN 978-0-374-17545-0.
- Lim, Elvin T. (June 2002). 《대통령 수사학의 다섯 가지 경향: 조지 워싱턴부터 빌 클린턴까지의 수사학 분석》 (PDF). 《대통령 연구 분기별》 32. 328–348쪽. doi:10.1111/j.0360-4918.2002.00223.x. 2015년 9월 6일에 원본 문서 (PDF)에서 보존된 문서. 2015년 9월 30일에 확인함.
- Lim, Elvin T. (2008). 〈대통령 수사학의 실질적 빈곤〉. 《반지성주의 대통령직》. 옥스퍼드 대학교 출판부. 71–73쪽. ISBN 978-0-19-534264-2.
- Meany, John; Kate Shuster (2002). 《예술, 논쟁, 변호: 의회식 토론 마스터하기》. New York: 국제 토론 교육 협회. 65쪽. ISBN 978-0-9702130-7-5. OCLC 438996525.
- Meyer, Anneke (February 2007). 《아동기의 도덕적 수사학》. 《아동기》 14 (SAGE 퍼블리케이션스). 85–104쪽. doi:10.1177/0907568207072532. ISSN 0907-5682. LCCN 94645087. OCLC 41963991. S2CID 143886803.
- Sherr, Susan A. (1999년 1월 1일). 《정치적 놀이터의 장면들: 대통령 선거 광고에서 아동의 상징적 사용 분석》. 《정치 커뮤니케이션》 16 (라우틀리지). 45–59쪽. doi:10.1080/105846099198767.